# Bimota KB4
La KB4 est un modèle de motocyclette du constructeur italien Bimota.
Lors de la présentation du rachat de Bimota par Kawasaki pendant le salon EICMA 2019, Bimota présente, outre la Tesi H2, un dessin représentant la future Bimota KB4.
Le 12 mai 2020, la page Facebook de la marque laisse apparaitre deux images floues de la machine.
Le 24 mai 2020, le site Young Machine dévoile des photos d'un prototype lors d'un ravitaillement en carburant.

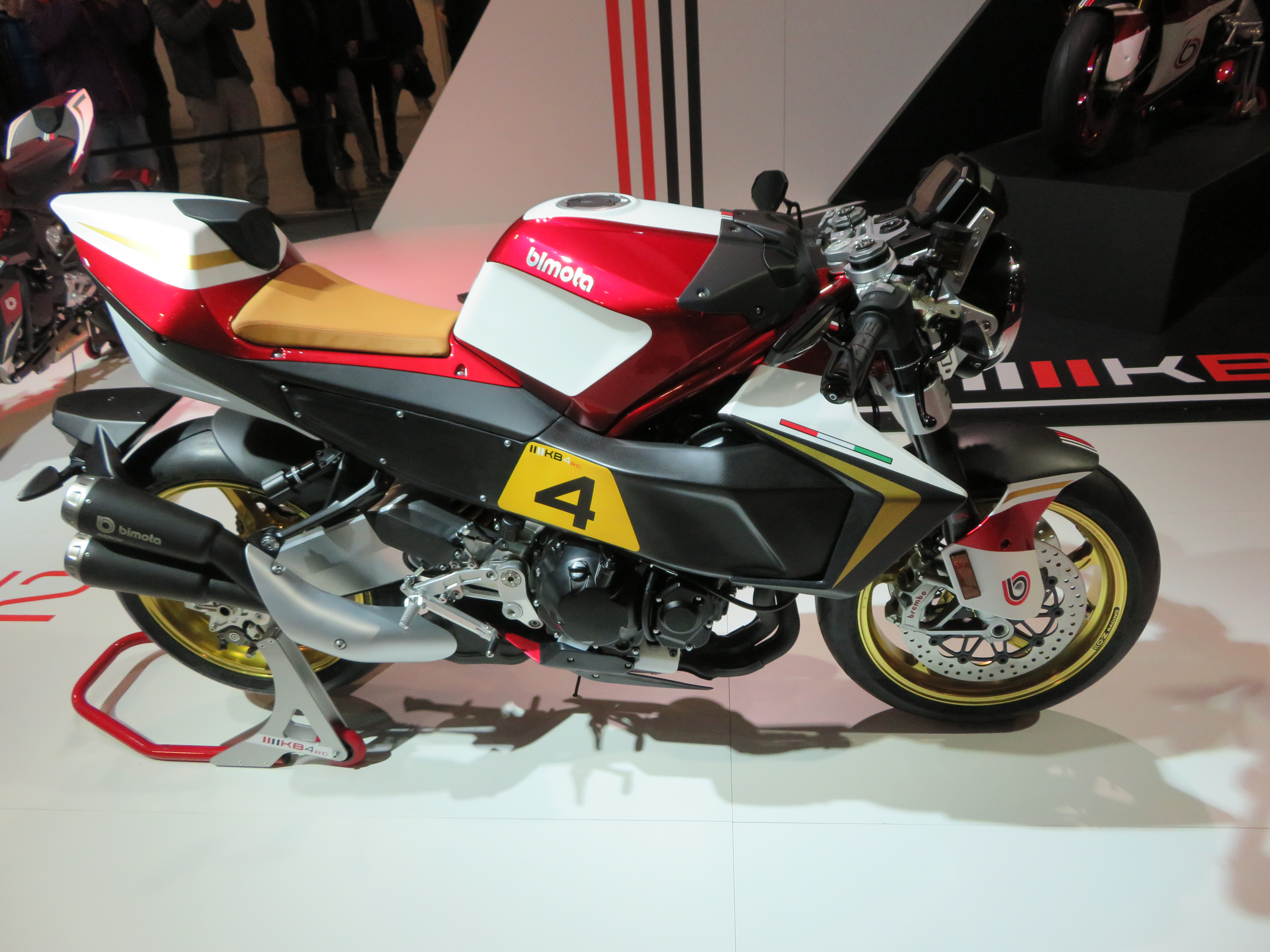
KB4 RC à l'EICMA 2021.

La présentation officielle a lieu lors du salon de la moto de Milan le 22 novembre 2021. Deux versions trônent sur le stand de Bimota : la KB4 et la KB4-RC (pour Race cafe, café racer). La première est pourvue d'un carénage complet alors que la seconde n'est pourvue que de flancs de réservoir et d'écopes proéminentes.
La KB4 est dotée d'un moteur 4 cylindres en ligne quatre temps provenant de la Kawasaki Z 1000 SX. Il est annoncé pour 143 ch à 10 000 tr/min pour un couple de 11,3 m kg à 8 000 tr/min.
Le freinage est assuré par deux disques à l'avant et un disque à l'arrière pincés par des étriers radiaux Brembo. Le monoamortisseur Öhlins est ajustable électroniquement.

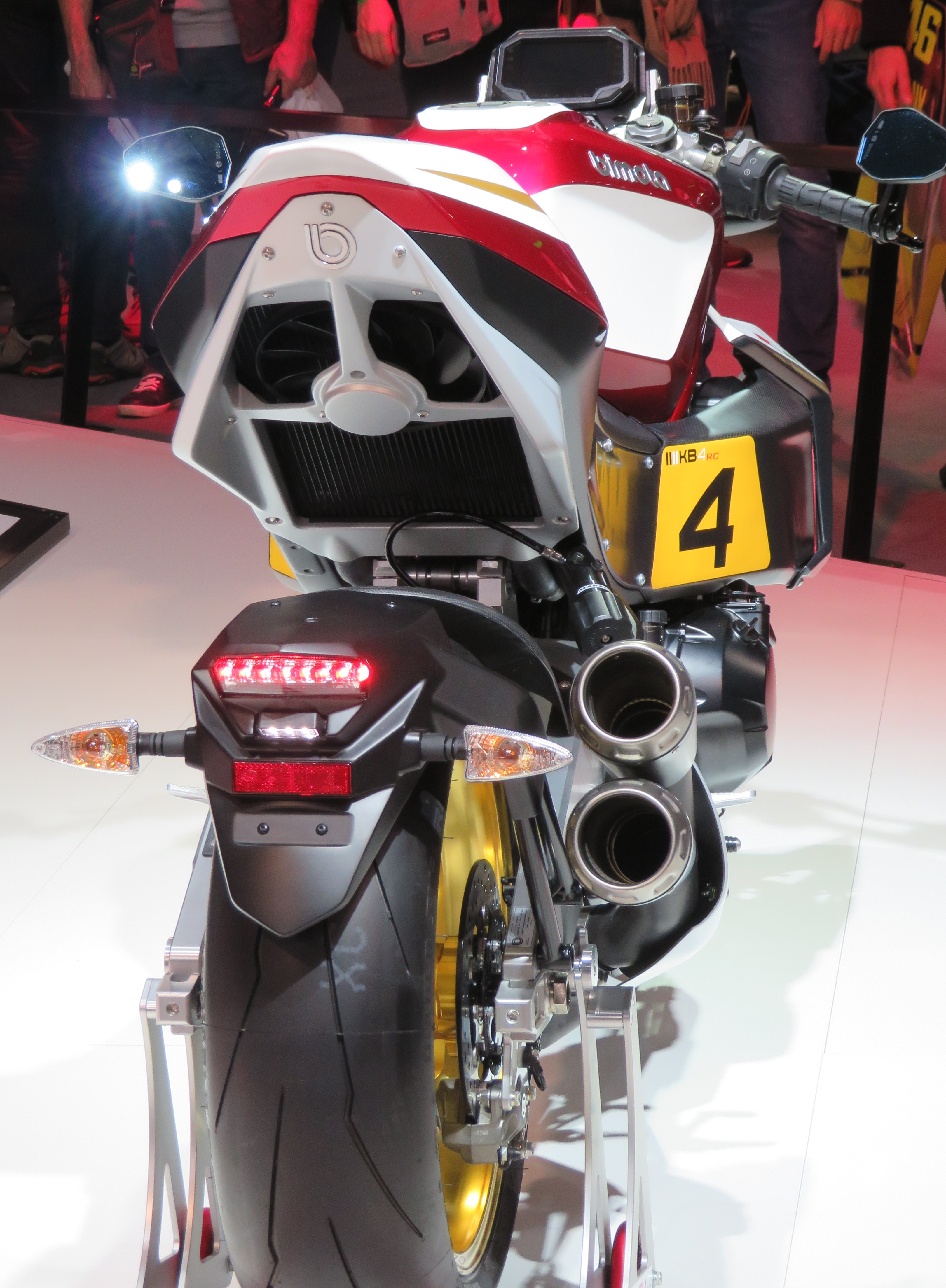
Vue sur le radiateur sous la selle de la KB4 RC.

L'originalité de la KB4 provient du positionnement du radiateur de refroidissement placé sous la selle, à l'instar de la Benelli Tornado Tre. Les deux écopes de part et d'autre du réservoir conduisent le flux d'air vers ce radiateur.
Deux KB4 sont proposée au tarif de 30 000 € par l'importateur espagnol. La particularité de ces deux machines est de porter chacune la signature d'un des deux pilotes Bimota du championnat du monde de Superbike 2025 Alex Lowes et AleX Bassani sur le garde-boue avant.